# Michael Tronborg
Michael Tronborg Kristensen  (* 13. Juli 1983) ist ein ehemaliger dänischer Radrennfahrer.
Michael Tronborg gewann 2003 eine Etappe beim Doble Copacabana Grand Prix Fides in Bolivien. 2006 fuhr er für das Luxemburger Continental Team Differdange. Seit 2007 fährt er für die dänische Mannschaft Designa Køkken. In seinem ersten Jahr dort wurde er dänischer Meister im Mannschaftszeitfahren. 2008 gewann er den Rogaland Grand Prix und Martin Mortensen das Paarzeitfahren Duo Normand. 2012 beendete er seine Radsportlaufbahn.

## Erfolge
2003
- eine Etappe Doble Copacabana Grand Prix Fides

2007
- Dänischer Meister – Mannschaftszeitfahren

2008
- Rogaland Grand Prix
- Duo Normand (mit Martin Mortensen)

## Teams
- 2006 Continental Team Differdange
- 2007 Team Designa Køkken
- 2008 Team Designa Køkken
- 2009 Team Designa Køkken
- 2010 Glud & Marstrand-LRØ Rådgivning
- 2011 Team Differdange-Magic-SportFood.de
- 2012 Team Tre-For